# Kościół Wniebowzięcia Najświętszej Maryi Panny w Radomierowicach
Kościół Wniebowzięcia Najświętszej Maryi Panny – rzymskokatolicki kościół filialny w Radomierowicach. Świątynia należy do parafii Matki Boskiej Śnieżnej w Dąbrówce Dolnej w dekanacie Zagwiździe, diecezji opolskiej. 1 kwietnia 1964 pod numerem 760/64, obiekt został wpisany do rejestru zabytków województwa opolskiego.

## Historia kościoła
Świątynia została wzniesiona jako zbór ewangelicki dla kolonistów pruskich, osiedlanych tu w czasie tzw. kolonizacji fryderycjańskiej, w II połowie XVIII wieku. Kościół wybudowany został w latach 1786–1790 przez mistrza ciesielskiego Petzera według projektu architekta Christiana Isemera. W 1790 roku dobudowano wieżę, a w 1860 roku kościół został po raz pierwszy odnowiony. Do zakończenia II wojny światowej służył ewangelikom.
W latach 1946–1980 był kościołem parafialnym, następnie filialnym parafii św. Rocha w Starych Budkowicach. Od 1988 roku należy do parafii w Dąbrówce Dolnej.

## Architektura i wnętrze kościoła

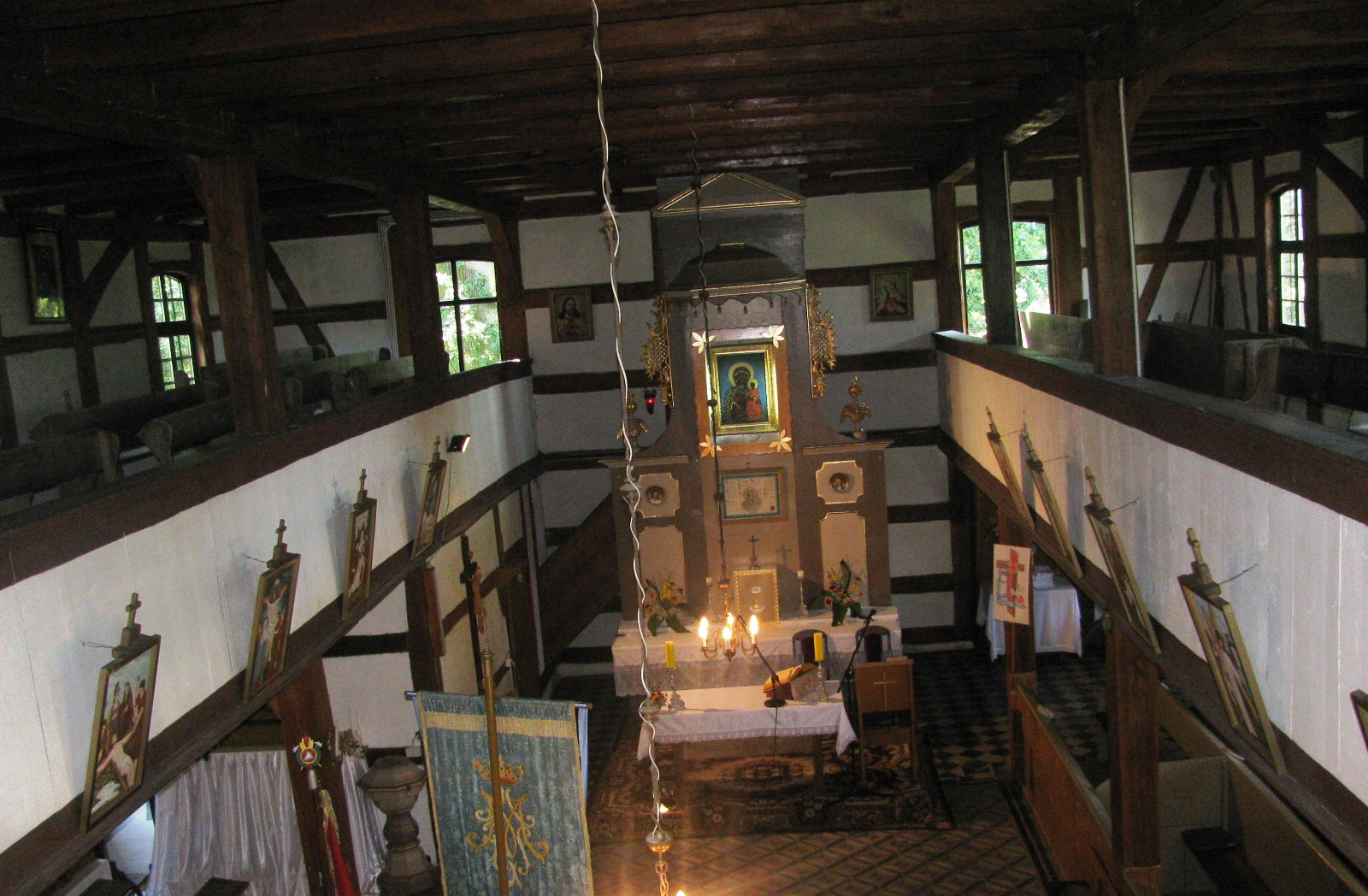
Wnętrze świątyni

Jest to kościół orientowany, zbudowany w konstrukcji szkieletowej, uzupełniony murem z cegły, wewnątrz i na zewnątrz otynkowany. Reprezentuje typ kościoła salowego, pięcioprzęsłowy, zamknięty prostokątnie. Gzyms otaczający budynek jest typu koronującego, profilowany. Okna, umieszczono w dwóch kondygnacjach. Wnętrze świątyni nakryte jest stropem belkowym, bez polichromii, z podciągami wzdłużnymi wspartymi na ośmiu słupach z zastrzałami, dźwigającymi z trzech stron empory, wydzielającymi nawy boczne, tworząc trzyczęściowe wnętrze. W emporach znajdują się trzy rzędy ławek. W nawie północnej wydzielona jest zakrystia. Dach jest czterospadowy, jednokalenicowy, w całości kryty gontem. Od zachodu do budynku przylega wieża wybudowana w konstrukcji szkieletowej z wypełnieniem szachulcowym, z kruchtą w przyziemiu, zakończona hełmem w kształcie dzwonu, również pokryty gontem, osadzonym na ośmiobocznym walcu, z chorągiewką, na której znajduje się data „1790”.
Pierwotny wystrój kościoła był bardzo skromny, w stylu rokokowo-klasycystycznym. Między emporami wbudowano chór muzyczny z prospektem organowym z około 1790 roku, który został wykonany przez Franciszka Majewskiego z Rychtala.
Ołtarz główny pochodzi z około 1790 roku z centralnie usytuowaną amboną, został zmieniony w II połowie XX wieku na ołtarz katolicki z obrazem Matki Boskiej w centralnej jego części. Obecnie ambona postawiona jest oddzielnie.

### Wyposażenie
- chrzcielnica z końca XVIII wieku,
- zawieszone na emporach stacje Drogi Krzyżowej[2].